# Jan van Eechoud
Jan Pieter Karel van Eechoud (Horst, 10 augustus 1904 - Hollandia, 7 september 1958) was een Nederlands politiecommissaris in Nederlands-Indië en resident en waarnemend gouverneur in Nederlands-Nieuw-Guinea.
Van Eechoud doorliep in Nijmegen het Canisius College en behaalde een HBS-A diploma. Hierna volgde hij een vliegeropleiding.
In 1929 vertrok hij naar Nederlands-Indië en volgde de politieopleiding in Sukabumi. In 1931 werd hij commissaris derde klasse van de politie in Batavia. Hij trouwde en kreeg uit dit huwelijk twee zonen.
In 1936 werd hij commissaris tweede klasse van de politie in Manokwari op Nederlands-Nieuw-Guinea. Hij leidde verschillende expedities en leverde daarbij etnografisch onderzoek dat Nieuw-Guinea meer in kaart bracht. Ook stelde hij een bestuurspost bij de Wisselmeren in. Hij schreef hierover drie boeken.
Gedurende de Tweede Wereldoorlog verrichtte hij vanuit Australië inlichtingenwerk. Bij terugkomst werd hij resident en in die hoedanigheid bestuurder van Nieuw-Guinea. Hij wilde dat Nieuw-Guinea zich zelf ontwikkelde als aparte kolonie naast een zelfstandig Nederlands-Indië. Na de soeveiniteitsoverdracht van Nederlands-Indië bleef Nieuw-Guinea inderdaad apart. Van Eechoud had de ambitie om gouverneur van Nederlands-Nieuw-Guinea te worden, hij was reeds waarnemend gouverneur, maar deze benoeming ging tot tweemaal toe aan hem voorbij.
Vanaf 1950 reisde hij geregeld op en neer tussen Nederland en Nederlands-Nieuw-Guinea. Hij schreef nog enkele boeken. In 1958 overleed hij op Nederlands-Nieuw-Guinea.
Op 27 mei 1961 werd voor Van Eechoud een monument onthuld in zijn geboorteplaats Horst.